# Megalogomphus
Megalogomphus – rodzaj ważek z rodziny gadziogłówkowatych (Gomphidae).

## Podział systematyczny
Do rodzaju należą następujące gatunki:
- Megalogomphus bicornutus (Fraser, 1922)
- Megalogomphus borneensis (Laidlaw, 1914)
- Megalogomphus buddi Dow & Price, 2020
- Megalogomphus ceylonicus (Laidlaw, 1922)
- Megalogomphus cochinchinensis (Selys, 1878)
- Megalogomphus flavicolor (Fraser, 1923)
- Megalogomphus hannyngtoni (Fraser, 1923)
- Megalogomphus junghuhni Lieftinck, 1934
- Megalogomphus smithii (Selys, 1854)
- Megalogomphus sommeri (Selys, 1854)
- Megalogomphus sumatranus (Krüger, 1899)
- Megalogomphus superbus Fraser, 1931